# Бертран I де Бо
Бертран I де Бо (фр. Bertrand I des Baux, после 1121 — 1180/1181) — сеньор де Бо, принц Оранский.
Младший сын Раймонда I, сеньора де Бо, и Стефанетты Прованской (Жеводанской).

## Биография

Герб дома де Бо

Женился на Тибурге (II) Оранской, сестре и наследнице Рембо III (Рембо Оранского), последнего сеньора Оранского из дома д'Омела (Монпелье). Приобретя благодаря этому браку Оранскую сеньорию, он отчасти восстановил блеск дома де Бо, разгромленного графами Барселонскими в Прованских войнах 1142—1162. Брак был заключен после 1150 и ранее 1170, так как Бертран с тремя сыновьями, Гуго, Бертраном и Гильомом, упомянут в хартии 1173, по которой его шурин уступал ему все, чем он владел на землях Оранжа и Куртезона. Земли за Роной Рамбо передавал другой сестре — Тибуржетте (Тибурге III) и её мужу Адемару де Мюрвьё, а половину города Оранжа отдавал ордену госпитальеров.

Княжество Оранж на карте Окситании 1180 г.

Бертран сумел достигнуть примирения с Арагонским домом. Еще в 1167, во время войны короля Арагонского с графом Тулузы, когда во время осады замка Альбарон в Камарге король Альфонс был вынужден бежать, он спасся только благодаря Бертрану де Бо, который посадил короля на круп своей лошади, пересек рукав Роны и доставил арагонца в Арль. Это был рыцарский поступок со стороны союзника Тулузы и врага арагонцев.
Для старшего брата Бертрана Гуго II, сеньора де Бо и главы дома, согласно преданию, было невыносимо снова стать вассалом короля Арагона, и он предпочел удалиться на Сардинию, где якобы основал династию принцев Арбореи. То, что осталось после войны от сеньории де Бо, досталось Бертрану (между 1170 и 1177).
В  декабре 1171 между Бертраном и Раймондом, сыном Гуго II, был заключен договор о разделе владений, сроком на пять лет. Бертрану отходил замок Истр с его землями, а Раймонду — замок Бо. По прошествии пяти лет Раймонд мог поменять свою половину. Договор предусматривал, что в случае, если один из них умрет бездетным, другой наследует его владения.
В 1178 Фридрих Барбаросса прибыл в Арль, где короновался в Сен-Трофене как король Бургундии. Он удостоверил уступку земель Рамбо III, утвердил право чеканки монеты, некогда предоставленное Раймонду I де Бо Конрадом III, и возвел Бертрана в имперское достоинство, дав право называться принцем Оранским и носить корону. Все эти привилегии, впрочем, имели больше символическое чем реальное значение. Княжество Оранское, само по себе, было крошечной сеньорией, хотя и расположенной в стратегически важном районе. Однако, даже это небольшое владение наследникам Бертрана пришлось до начала XIV века делить с госпитальерами.

## Семья
Жена: Тибурга (II) Оранская (ум. после 1198), дочь Гильома д'Омела, сеньора Оранского, и Тибурги I Оранской
Дети:
От сыновей Бертрана происходят все многочисленные ветви дома де Бо, кроме династии правителей Арбореи, чье происхождение от рода де Бо основано только на старинных преданиях.
- Гуго III де Бо (ум. 1239/1240), глава дома, сеньор де Бо, виконт Марселя, основатель Марсельской линии дома де Бо. Его сын Барраль сопровождал Карла I Анжуйского в Италию и стал там основателем рода графов д'Авеллино.
- Бертран (ум. 1201) стал основателем ветви де Берр (линии де Мейрарг, де Мариньян и де Пюирикар), которая продолжилась в Италии линией герцогов Андрии.
- Гильом I (ум. 1218), принц Оранский, стал основателем Оранского дома.